# リアルをぶつけろ!ハッシュタグZ
『リアルをぶつけろ!ハッシュタグZ』は、2018年10月6日から2022年9月24日まで、毎週土曜日に朝日放送ラジオで生放送されていた討論番組
開始当初の半年は土曜日21:05-22:00、2019年4月以後は現在の22:00-23:00（これ以後はABCフレッシュアップベースボールで、阪神タイガースが関係するナイター開催時に、中継が延長した場合に放送時間の短縮・休止となる場合がある）に時間枠を繰り下げた。
同番組は、最近の話題になっている出来事からテーマを決め、10代・20代の若い世代を中心に、その問題点について等身大のリアルな声を、メール・ツィッター・ファクスなどを使って聞き出すという内容である。

## パーソナリティー
- 阿久津愼太郎
- 田中雅功（さくらしめじ）